# Франц Йозеф Щраус
Франц Йозеф Щраус (на немски: Franz Josef Strauss) е германски политик, консерватор, член на Християнсоциалния съюз, чийто председател е от 1961 г. до смъртта си.

## Биография
Франц Йозеф Щраус е роден на 6 септември 1915 г. в Мюнхен.
Франц Йозеф Щраус е член на федералното правителство като федерален министър по ядрените въпроси, министър на отбраната и министър на финансите. От 1978 до 1988 г. е министър-председател на Бавария. Щраус е кандидат за канцлер на парламентарните избори от името на ХДС/ХСС през 1980 г. срещу действащия канцлер от Социалдемократическата партия Хелмут Шмит, но губи надпреварата.
Франц Йозеф Щраус е надарен оратор. Неговият принос за нивото на дебатите в германския Бундестаг и в парламента на Бавария са широко известни. Политическото поведение и медийното представяне на Щраус са съпроводени с редица скандали, като така наречената стратегия от Зонтхофен.
През 1974 г. в баварския град Зонтхофен, на закрито заседание на групата на Християнсоциалния съюз в Бундестага, Франц Йозеф Щраус изразява разбирането, че с оглед на парламентарните избори през 1976 г. при огромните икономически проблеми (безработица, икономическа стагнация, проблеми с пенсионното осигуряване) е разумно парламентарната им група да не дава свои предложения за излизане от кризата, а само да наблюдава правителствената политика, за да могат да се явят на изборите като спасители. Медиите научават за неговото изказване и предизвикват остри публични реакции. Стратегията Зонтхофен се оценява като саботираща и безскрупулна партийно-политическа тактика.
Умира на 3 октомври 1988 г. в Регенсбург. Погребението му е най-голямото в историята на град Мюнхен. Кардинал Йозеф Ратцингер, бъдещият Папа Бенедикт XVI, заявява в надгробно слово в памет на починалия: „Като дъб стоеше той пред нас, силен, жизнен, несломим, така изглеждаше. И като дъб беше повален.“

## Признание

### Почетен гражданин
Избиран е за почетен гражданин на Мюнхен (1981), Регенсбург (1985), баварското градче Рот ам Ин, както и на Чикаго и Измир.

### Почетен доктор
Между 1962 и 1985 г. е удостоен с титлата доктор хонорис кауза на Кливландския щатски университет и Западния мичигански университет (1962), Чикагския университет (1964), Детройтския университет (1965), Университета в Сантяго де Чили (1977), Тексаския университет в Далас (1980), Университета на Мериленд (1983) и Мюнхенския университет „Лудвиг и Максимилиан“ (1985).